# Tomasz Józef Zamoyski
Tomasz Józef Zamoyski (ur. 1678, zm. 26 grudnia 1725) – polski magnat, herbu Jelita, V ordynat zamojski.

## Życiorys
Syn Marcina Zamoyskiego i Anny Franciszki Gnińskiej. Studiował na Uniwersytecie w Ingolstadt w 1697 roku.
Piąty ordynat zamojski. Był również starostą płoskirowskim i grodeckim oraz pułkownikiem wojsk koronnych.
Był konsyliarzem województwa podolskiego w konfederacji sandomierskiej 1704 roku. Był posłem województwa bełskiego na sejm 1712/1713 roku. Był posłem województwa bełskiego na sejm 1724 roku.

## Życie prywatne
Jego pierwszą żoną była Teresa z Potockich herbu Pilawa Złota, córka wojewody bracławskiego Jana Potockiego. 
Zmarł bezpotomnie.